# Championnat de France de billard carambole 1 bande
Le Championnat de France billard carambole  à la bande est organisé chaque saison par la Fédération française de billard.

## Règles
Le jeu de bande impose de toucher au moins une bande avant de caramboler la dernière bille pour que le point soit réussi.

## Palmarès

### Année par année
Liste des champions de France de la FFB à la bande,,.
| Année | Ville hôte                 | Joueur                    | Moyenne Générale |
| ----- | -------------------------- | ------------------------- | ---------------- |
| 1926  | Paris                      | Charles Darantière (1)    | 2,72             |
| 1927  | -                          | -                         | -                |
| 1928  | Paris                      | Jacques Davin (1)         | 2,48             |
| 1929  | Paris                      | Jacques Davin (2)         | 2,14             |
| 1930  | -                          | -                         | -                |
| 1931  | -                          | -                         | -                |
| 1932  | -                          | -                         | -                |
| 1933  | -                          | -                         | -                |
| 1934  | Paris                      | Jacques Davin (3)         | 2,82             |
| 1935  | Aix-en-Provence            | Jacques Davin (4)         | 3,44             |
| 1936  | Paris                      | Jacques Davin (5)         | 3,64             |
| 1937  | Paris                      | René Tolédano (1)         | -                |
| 1938  | Paris                      | Jean Albert (1)           | 3,36             |
| 1939  | -                          | -                         | -                |
| 1940  | -                          | -                         | -                |
| 1941  | -                          | -                         | -                |
| 1942  | -                          | -                         | -                |
| 1943  | -                          | -                         | -                |
| 1944  | -                          | -                         | -                |
| 1945  | -                          | -                         | -                |
| 1946  | -                          | -                         | -                |
| 1947  | -                          | -                         | -                |
| 1948  | -                          | -                         | -                |
| 1949  | -                          | -                         | -                |
| 1950  | -                          | -                         | -                |
| 1951  | -                          | -                         | -                |
| 1952  | -                          | -                         | -                |
| 1953  | -                          | -                         | -                |
| 1954  | -                          | -                         | -                |
| 1955  | -                          | -                         | -                |
| 1956  | -                          | -                         | -                |
| 1957  | -                          | -                         | -                |
| 1958  | -                          | -                         | -                |
| 1959  | Lyon                       | Pierre Hervé (1)          | 3,06             |
| 1960  | Asnières                   | Henri Touzette (1)        | 3,68             |
| 1961  | Tours                      | Boutry (1)                | 2,99             |
| 1962  | Asnières                   | Desgens (1)               | 2,59             |
| 1963  | Asnières                   | Henri Touzette (2)        | 3,06             |
| 1964  | Pau                        | Pierre Hervé (2)          | 3,03             |
| 1965  | Aix-en-Provence            | Bernard Siguret (1)       | 3,66             |
| 1966  | Toulouse                   | Jean Marty (1)            | 8,77             |
| 1967  | Paris                      | Jean Marty (2)            | 10,17            |
| 1968  | Ablon                      | Jean Marty (3)            | 9,25             |
| 1969  | Arras                      | Jean Marty (4)            | 8,28             |
| 1970  | Moyeuvre-Grande            | Roland Dufetelle (1)      | 7,40             |
| 1971  | Toulouse                   | Roland Dufetelle (2)      | 6,30             |
| 1972  | Ablon                      | Roland Dufetelle (3)      | 6,25             |
| 1973  | Paris                      | Francis Connesson (1)     | 5,66             |
| 1974  | Toulouse                   | Francis Connesson (2)     | 6,95             |
| 1975  | Ablon                      | Francis Connesson (3)     | 5,86             |
| 1976  | Rochefort                  | Roland Dufetelle (4)      | 6,22             |
| 1977  | Ablon                      | Roland Dufetelle (5)      | 6,09             |
| 1978  | Saint-Maur-des-Fossés      | Francis Connesson (4)     | 8,70             |
| 1979  | Saint-Maur-des-Fossés      | Francis Connesson (5)     | 9,09             |
| 1980  | Bois-Colombes              | Francis Connesson (6)     | 7,94             |
| 1981  | Strasbourg                 | Jean Laffaille (1)        | 4,16             |
| 1982  | -                          | -                         | -                |
| 1983  | Argenteuil                 | Egidio Vierat (1)         | 6,52             |
| 1984  | -                          | -                         | -                |
| 1985  | Saint-Julien-l'Ars         | Francis Connesson (7)     | 8,89             |
| 1986  | Commercy                   | Francis Connesson (8)     | 7,66             |
| 1987  | -                          | -                         | -                |
| 1988  | Strasbourg                 | Francis Connesson (9)     | 9,54             |
| 1989  | Amiens                     | Egidio Vierat (2)         | 6,23             |
| 1990  | Hénin-Beaumont             | Marc Massé (1)            | 6,25             |
| 1991  | Saint-Mihiel               | Brahim Djoubri (1)        | 6,74             |
| 1992  | Vesoul                     | Francis Connesson (10)    | 8,20             |
| 1993  | Saint-Étienne              | Francis Connesson (11)    | 6,95             |
| 1994  | Aixe-sur-Vienne            | Francis Connesson (12)    | 8,23             |
| 1995  | Lanton                     | Francis Connesson (13)    | 8,46             |
| 1996  | Castres                    | Francis Connesson (14)    | 9,29             |
| 1997  | Sainte-Geneviève-des-Bois  | Alain Remond (1)          | 7,10             |
| 1998  | Albert                     | Jérôme Galerne (1)        | 5,18             |
| 1999  | Argences                   | Alain Remond (2)          | 6,69             |
| 2000  | Rognac                     | Bernard Baudoin (1)       | 5,41             |
| 2001  | Pont-de-Chéruy             | Alain Remond (3)          | 8,09             |
| 2002  | Hellemmes-Lille            | Alain Remond (4)          | 7,56             |
| 2003  | Schiltigheim               | Alain Remond (5)          | 8,19             |
| 2004  | Crépy-en-Valois            | Bernard Villiers (1)      | 7,54             |
| 2005  | Grenoble                   | Bernard Villiers (2)      | 7,22             |
| 2006  | Oissel                     | Laurent Guénet (1)        | 7,20             |
| 2007  | Mâcon                      | Alain Remond (6)          | 9,92             |
| 2008  | Soissons                   | Pierre Soumagne (1)       | 7,76             |
| 2009  | Argenteuil                 | Bernard Baudoin (2)       | 8,42             |
| 2010  | Castres                    | Alain Remond (7)          | 7,81             |
| 2011  | Schiltigheim               | Alain Remond (8)          | 10,30            |
| 2012  | Ozoir-la-Ferrière          | Alain Remond (9)          | 10,00            |
| 2013  | Saint-Maur-des-Fossés      | Bernard Villiers (3)      | 10,21            |
| 2014  | Ronchin & Faches-Thumesnil | Bernard Villiers (4)      | 9,09             |
| 2015  | Évian-les-Bains            | Alain Remond (10)         | 9,52             |
| 2016  | Saint-Maur-des-Fossés      | Jean-François Florent (1) | 6,32             |
| 2017  | Ronchin                    | Xavier Le Roy (1)         | 10,00            |
| 2018  | Saint-Dizier               | Willy Gérimont (1)        | 5,90             |
| 2019  | Chartres                   | Xavier Le Roy (2)         | 10,26            |
| 2020  | Covid-19                   | Covid-19                  | Covid-19         |
| 2021  | Covid-19                   | Covid-19                  | Covid-19         |
| 2022  | Ronchin                    | Bernard Baudoin (3)       | 6,79             |
| 2023  | Ronchin                    | Willy Gérimont (2)        | 9,60             |

## Records

### Record de Moyenne Générale

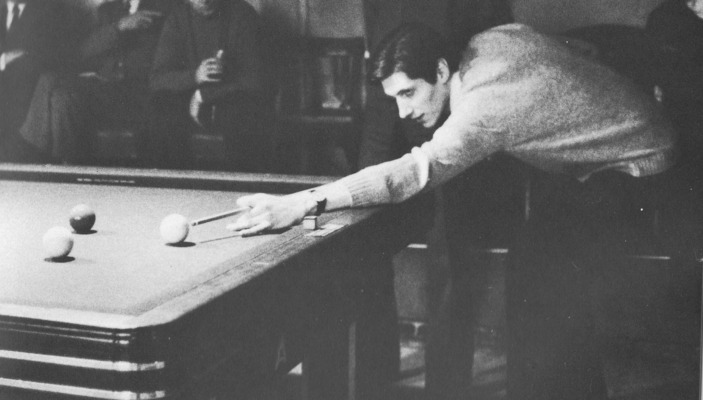
Francis Connesson - Recordman du nombre de victoires

| Joueur           | Année | Moyenne Générale |
| ---------------- | ----- | ---------------- |
| Bernard Villiers | 2013  | 10,21            |

### Record de victoire
| Joueur                | Nombre de victoires |
| --------------------- | ------------------- |
| Francis Connesson     | 14                  |
| Alain Remond          | 10                  |
| Roland Dufetelle      | 5                   |
| Jean Marty            | 4                   |
| Bernard Villiers      | 4                   |
| Egidio Vierat         | 2                   |
| Bernard Baudoin       | 2                   |
| Henri Touzette        | 2                   |
| Pierre Hervé          | 2                   |
| Xavier Le Roy         | 2                   |
| Willy Gérimont        | 2                   |
| Brahim Djoubri        | 1                   |
| Pierre Soumagne       | 1                   |
| Laurent Guénet        | 1                   |
| Jean-François Florent | 1                   |
| Jérôme Galerne        | 1                   |
| René Toledano         | 1                   |
| Jean Albert           | 1                   |
| Jean Laffaille        | 1                   |
| Bernard Siguret       | 1                   |
| Boutry                | 1                   |
| Desgens               | 1                   |
| Charles Darantière    | 1                   |